# Lipophrys pholis
Lipophrys pholis — вид морських собачок, поширений у східній Атлантиці від південної Норвегії до Марокко і Мадейри, також у Середземному морі та біля Балеарських островів.. Морська демерсальна риба, сягає 30 см довжиною.